# Zeughaus (Köln)

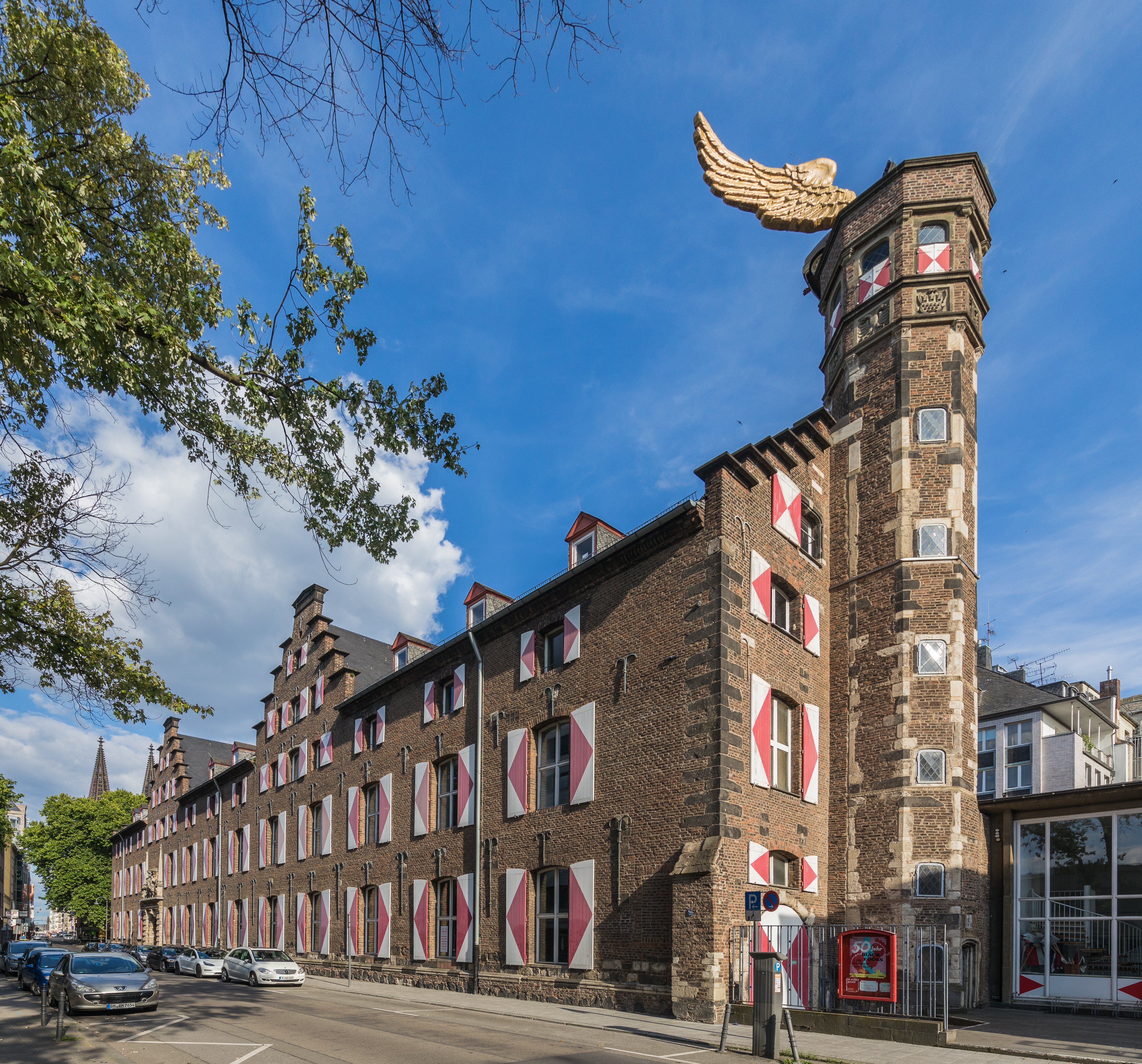
Nordseite Zeughausstraße

Das Kölner Zeughaus ist ein zwischen 1594 und 1606 als städtisches Waffenarsenal erbautes Gebäude im Stadtteil Altstadt-Nord, das von 1958 bis 2021 Teil des Baukomplexes des Kölnischen Stadtmuseums war.

## Lage
Der Bau des Zeughauses erfolgte an der Stelle des spätmittelalterlichen Blidenhauses. An seiner Südseite an der heutigen Straße „Burgmauer“ ruht es auf den Überresten der römischen Stadtmauer. An der Nordseite verläuft die Zeughausstraße.

## Geschichte

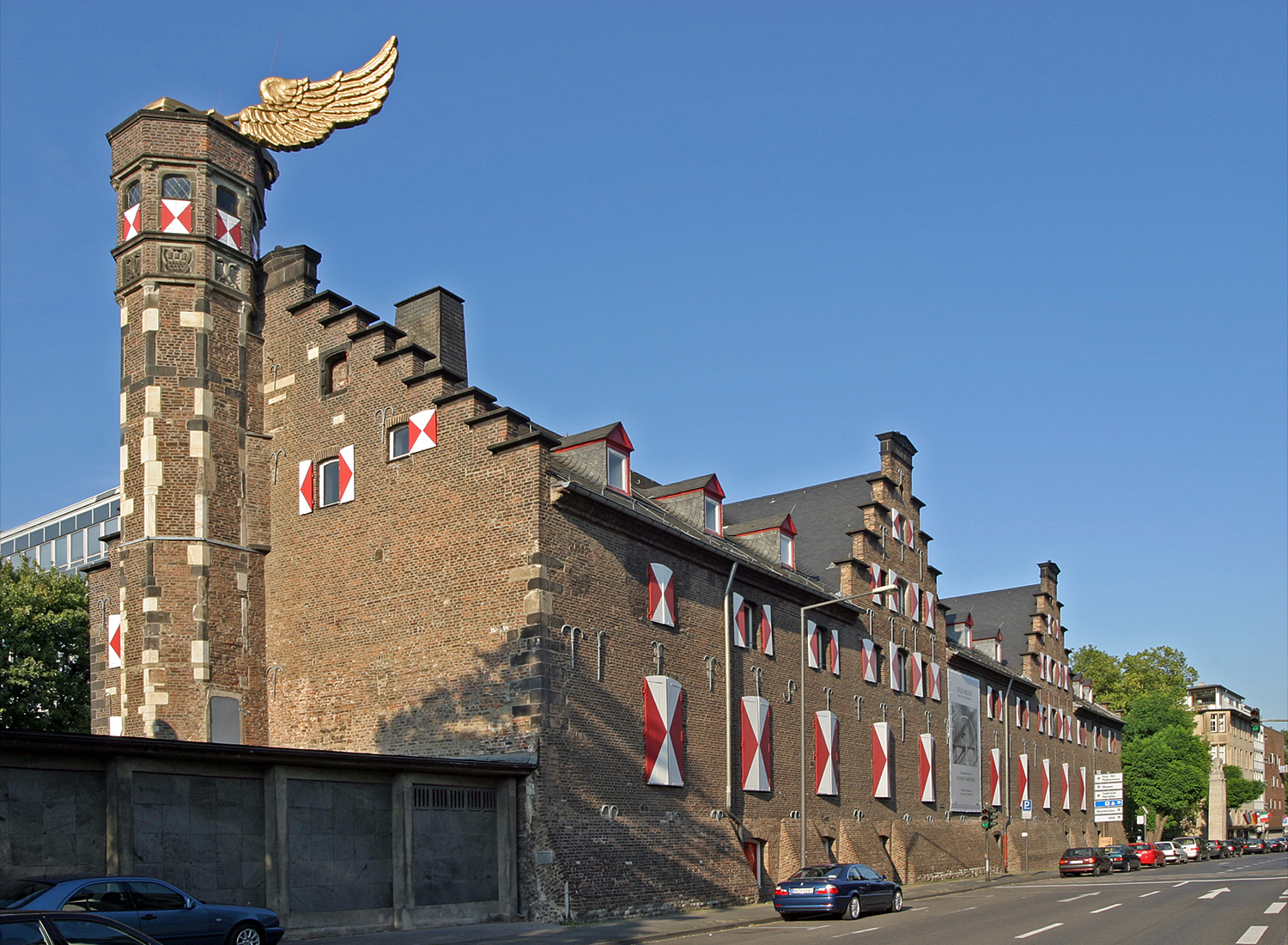
Südseite an der Burgmauer

Der Bau des Zeughauses bzw. seines Vorgängerbaus erfolgte im Zusammenhang mit der organisierten Stadtverteidigung, zunächst durch die so genannten Gaffeln, später durch die städtische Verwaltung. So war auch der 1348 erstmals erwähnte Vorgängerbau als „Blidenhaus“ oder „Werkhaus“ zur Aufbewahrung schwerer Waffen gedacht. Eine Blide war eine mittelalterliche Unterform des Katapults.
Als der Vorgängerbau den Ansprüchen der Wehrordnung von 1583 nicht mehr genügte, wurde das Zeughaus zwischen 1594 und 1606 als städtisches Waffenarsenal errichtet (Zeug = Rüstung). Planung und Ausführung stammte von Stadtbaumeister Peter von Siberg, abgelöst vom Stadtsteinmetzen Peter von Blatzheim und vollendet von Matthias von Gleen.
Im 19. Jahrhundert wurde das Gebäude erheblich umgebaut.
Im Zweiten Weltkrieg brannte das Gebäude bei zwei Luftangriffen 1942 und 1943 bis auf die Außenmauern nieder. Nach dem Krieg hatte die Stadt zunächst wieder die Nutzungsrechte an der Ruine und bemühte sich, das Gebäude für das Historische Museum – damals noch in Deutz untergebracht – zurückzuerwerben, was auch geschah.
Seit 1. Juli 1980 ist das Zeughaus in der Denkmalliste der Stadt Köln eingetragen.

## Baubeschreibung

Fries des Schmuckportals an der Nordseite

Es handelt sich um einen von der niederländischen Renaissance beeinflussten, schlichten Backsteinbau mit einer Länge von 66,80 Metern und einer Breite von 17,15 Metern.
An der Nordseite wird es von zwölf streng rhythmisierten Fensterachsen in drei Reihen gegliedert. Diese werden asymmetrisch unterbrochen von einem Schmuckportal, das von Peter Cronenborch aus der Zeit um 1595 geschaffen wurde – dieses gehörte nicht zur ursprünglichen Planung, sondern geriet etwas überproportional und sollte den „Ruhm und die Macht der Stadt Köln“ symbolisieren.
Die Straßenebene der Südseite liegt höher, so dass die Fassade sich hier nur durch eine größere und einer kleineren Fensterreihe öffnet.
Das über die volle Länge gehende Satteldach wird nach beiden Längsseiten hin von je zwei Treppengiebeln unterbrochen. An der Westseite erhebt sich ein achteckiger Treppenturm mit 23,60 Meter leicht über den Giebel hinaus.
Das Innere war im Erdgeschoss, wo die schweren Waffen lagerten, durch 25 Gewölbefelder überspannt und zweischiffig mit Pfeilern gegliedert. Das Obergeschoss beherbergte einen mit Intarsien geschmückten Festsaal; hier waren jedoch auch die leichteren Waffen gelagert. Ober- und Dachgeschoss waren fensterlos und für Lebensmittellagerung vorgesehen.
Ein Prunkportal, das vom Treppenturm in den Festsaal des Obergeschosses führte, befindet sich heute im Rathaus.
Beim Wiederaufbau nach dem Zweiten Weltkrieg wurden die unteren beiden Geschosse mit flachen Rippendecken ausgestattet und mit einer freitragenden Treppe im Stil der 1950er-Jahre miteinander verbunden. Die Säulen blieben, allerdings ohne Gewölbe.
1991 installierte der Künstler HA Schult auf dem Treppenturm als „Denkmal der Autozeit“ den Goldenen Vogel, einen originalen Ford Fiesta mit riesigen Flügeln.

## Nutzung
Das Waffenarsenal musste nie wirklich eingesetzt werden und befand sich lange in einem „Dämmerschlaf“. Seit dem 17. Jahrhundert bereits diente es auch „musealen“ Zwecken – für Reisende wurden die längst nicht mehr benötigten Waffen und Objekte mit entsprechenden Schauergeschichten ausgeschmückt. Es sollen sogar eine kopflose Mumie und der Streitwagen aus der Schlacht von Worringen 1288 gezeigt worden sein.
Erst mit dem Einzug der französischen Truppen in Köln 1794 fand diese Idylle ein Ende. Das Zeughaus kam in Regierungsbesitz und wurde ausgeräumt. Die Objekte wurden zum Teil nach Frankreich verbracht, zum Teil gelangten sie auf Umwegen in die Sammlung von Ferdinand Franz Wallraf, dann ins Wallraf-Richartz-Museum und schließlich, im 20. Jahrhundert, mit dem Kölnischen Stadtmuseum wieder zurück ins Zeughaus.

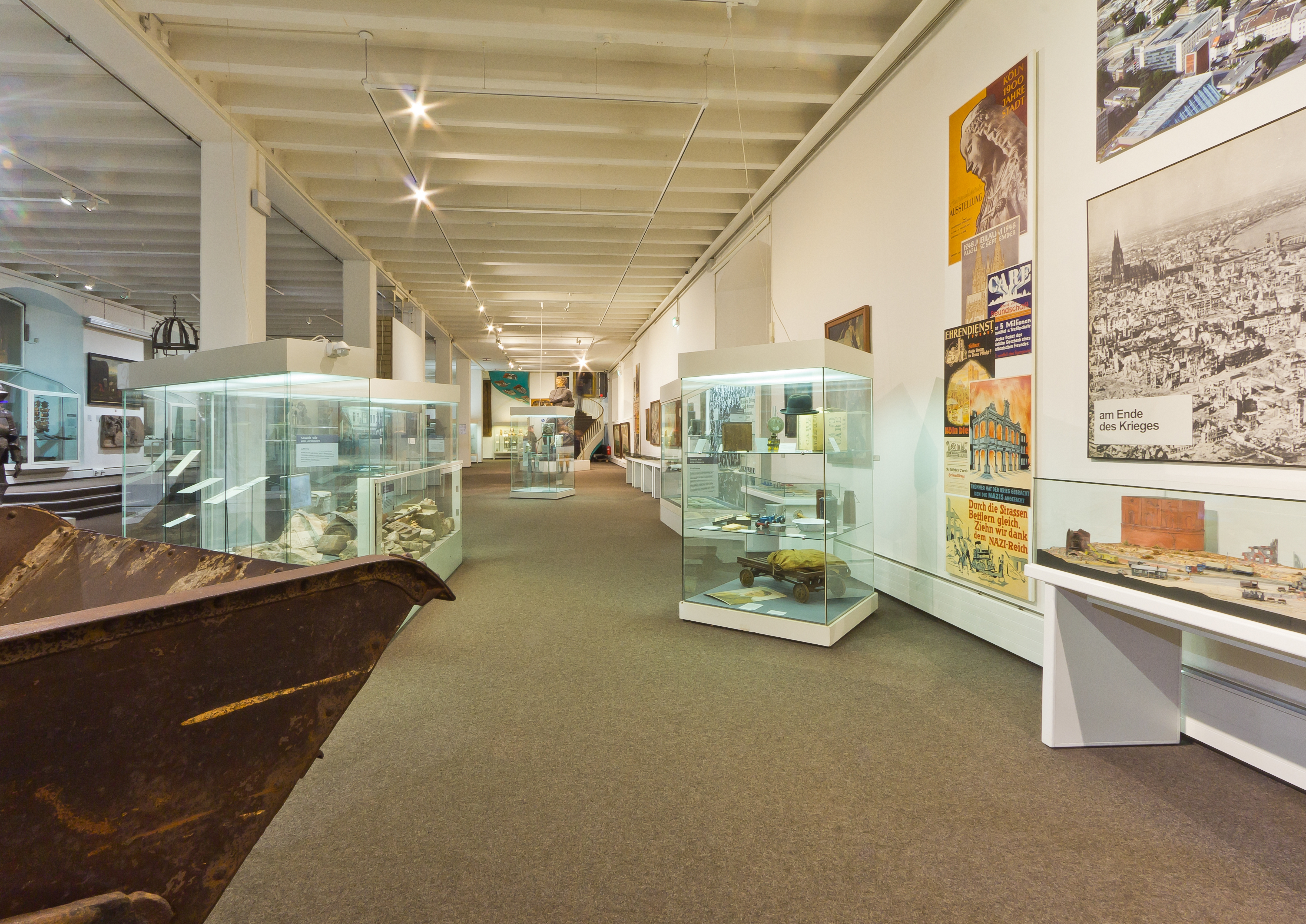
Erdgeschoss innen, 2012

Auch unter französischer und darauf folgender preußischer Herrschaft wurde das Zeughaus weiter als Waffenlager genutzt. Erst mit der Entmilitarisierung des Rheinlands erfolgte eine zivile Nutzung, ab 1920 etwa durch das Landesfinanzamt. Nach dem Zweiten Weltkrieg und dem Wiederaufbau der Ruine zog das Kölnische Stadtmuseum in den Bau. Seit 2017 sind die unteren beiden Etagen wegen eines Wasserschadens ungenutzt, die Obergeschosse werden weiterhin von Werkstätten und Verwaltung des Museums genutzt.